# Anopticon (progetto)
Anopticon è un progetto di schedatura delle telecamere di videosorveglianza negli spazi pubblici, portato avanti per mezzo della collaborazione di una community  di utenti su internet.
Il nome del progetto deriva dall'Anopticon di Umberto Eco, che a sua volta è l'opposto del Panopticon,  il carcere immaginato dal filosofo Jeremy Bentham nel 1791. Nell'ambito del progetto al rovesciamento immaginato da Eco (fare in modo che il sorvegliante sia l'unico a poter essere visto senza vedere chi lo osserva), si aggiunge il concetto che inoltre i detenuti guardano, e dunque "sorvegliano" a loro volta, il sorvegliante. Un altro riferimento è al Grande Fratello di George Orwell.
Nel concreto il progetto, attraverso la collaborazione dei propri utenti, ha raccolto la mappatura e la schedatura delle telecamere di videosorveglianza negli spazi pubblici cittadini, allo scopo di definire l'area videosorvegliata della città e di segnalare alle autorità competenti le violazioni della privacy e le telecamere illegali o non segnalate secondo la legge.
Sono state mappate le telecamere delle città di Venezia, Padova, Foggia, Urbino, Solero (provincia di Alessandria), Alessandria, Pisa, Genova, Mestrino, Cassano d'Adda, Bari, Verona, Vico Equense e Roma e ne è stata pubblicata in rete la mappa interattiva (Big Brother viewer). Sul sito è attivo un blog sulla videosorveglianza chiamato Anoptiblog.
Il progetto si occupa inoltre della censura su siti come Facebook e YouTube e ha prodotto motori di ricerca per la censura su questi due siti (YouTube Hot Crawler, o YTHC e Facebook Hot Crawler) e analisi in tempo reale della censura, con sua mappatura (YouTube Word Counter). Ha pubblicato in rete una lista di video censurati su YouTube.

## Riferimenti sulla stampa
- Lavinia Hanay Raja, "Anopticon, per controllare i controllori", articolo sul Corriere della Sera dell'11 settembre 2009
- "Italy: The Anopticon Project" su EDRi-gram ( (newsletter di European Digital Rights, associazione internazionale non-profit sui diritti civili digitali in Europa),  7.24, 16 dicembre 2009
- Alessandro Longo, Privacy, occhio alle telecamere. Ecco la mappa anti-intrusione su La Repubblica, 11 gennaio 2010
- "Dossier al Garante per la privacy. "Troppe telecamere a Venezia"", su La Nuova di Venezia e Mestre, 29 aprile 2010
- "Rovesciare il Panopticon.", su ZEUS News, 21 dicembre 2009
- "Italians take the 'p' to fight back against Big Brother", su The Register, 11 gennaio 2010
- Federico Guerrini, Venezia sotto "videoscorta", su la Nuova di Venezia, 13 luglio 2009. URL consultato il 28 novembre 2020 (archiviato dall'url originale il 13 aprile 2013).

## Riferimenti in televisione
- "Occhi elettronici"[collegamento interrotto] su Nea Polis (RAI 3), 21 gennaio 2010
- "Lilit, parlando di Anopticon" su (RAI 3)